# Rachael Leigh Cook

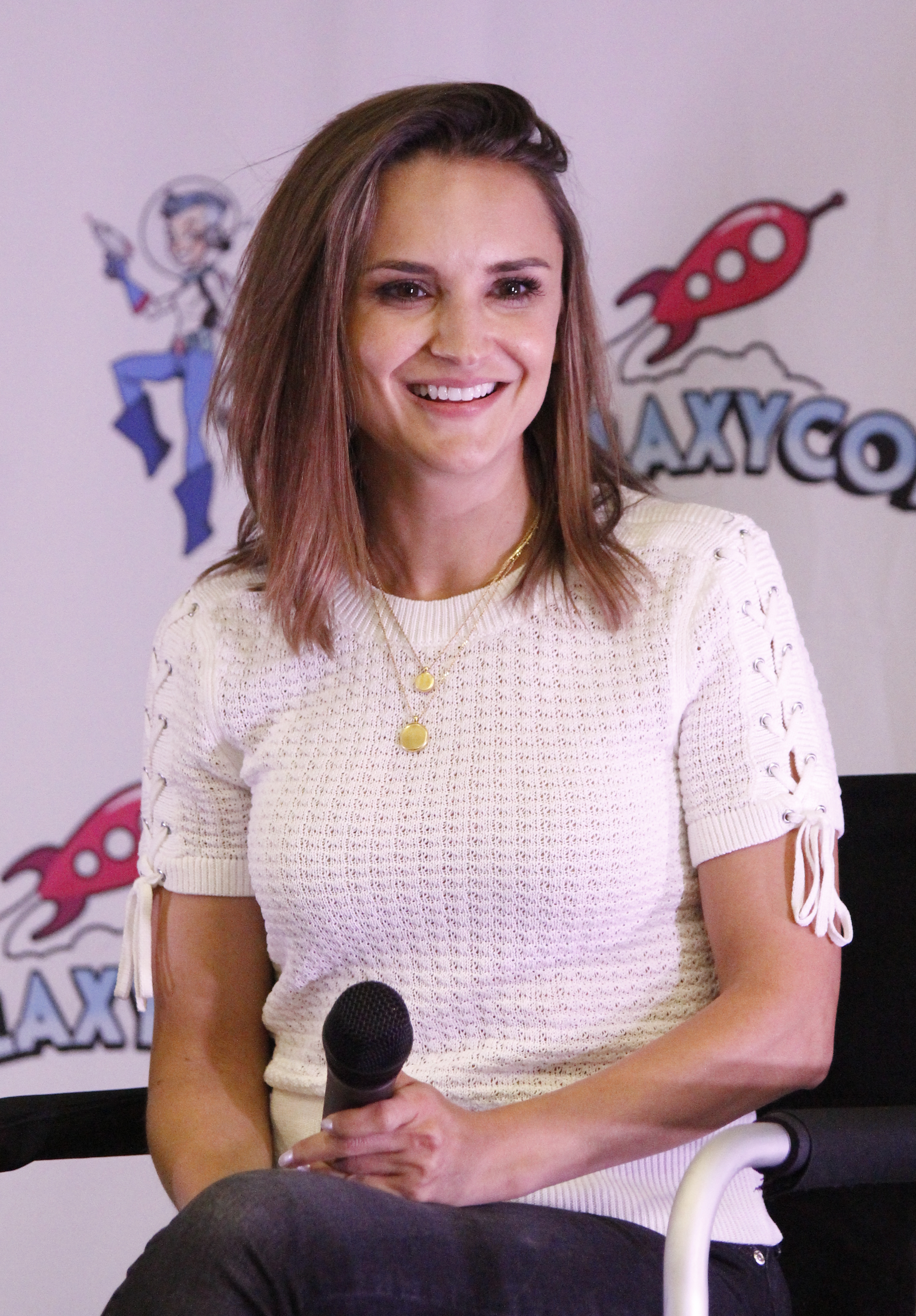
Rachael Leigh Cook (2019)

Rachael Leigh Cook (ur. 4 października 1979 w Minneapolis) – amerykańska aktorka, która grała w filmach: Cała ona, Josie i Kociaki i 11:14.

## Życiorys
W wieku dziesięciu lat rodzice pomogli jej znaleźć agenta i dzięki temu zaczęła występować w reklamach i pracować jako modelka. W międzyczasie grała także w licznych szkolnych musicalach.
Jej aktorska kariera rozpoczęła się w 1994 roku od występu w niezależnym krótkometrażowym filmie pod tytułem 26 Summer Street. W 1995 roku zagrała Mary Anne w filmie Koleżanki (ang. The Babysitters Club), opartym na  popularnej serii książek o tym samym tytule. W tym samym roku wystąpiła też w filmie Tom i Huck (ang. Tom & Huck), w którym zagrała rolę Becky Thatcher. Następnie zagrała jeszcze w ośmiu filmach w ciągu kolejnych trzech lat, między innymi w Bajzel na kółkach (ang. Carpool), Osiemnasty anioł (ang. The Eighteenth Angel), Pełna życia (ang. Living Out Loud). 
Przełom w je karierze przyniosła rola Laney Boggs w filmie Cała ona (She’s All That, 1999). Zdobył pierwsze miejsce w zestawieniu amerykańskiego box-office’u, zarabiając ponad szesnaście milionów dolarów w pierwszy weekend. Rachael była pierwszą aktorką zakwalifikowaną do udziału w tym filmie. To cała ona – uznali producenci i reżyser, zobaczywszy, że Rachael może zagrać zbuntowaną artystkę-outsiderkę unikającą męskich spojrzeń, jak i dziewczynę czarującą otoczenie urodą i wdziękiem. Cieszyłam się, że w mojej roli i w całej opowieści zachowana jest harmonia między komizmem a romantyczną aurą. Moja bohaterka bywa śmieszna, ale potrafi też dostrzec swoje wady. A jej wrażliwość i charakter wywierają wpływ na Zacka – powiedziała o swojej roli Rachael. 
Następnie aktorka wystąpiła w westernie Strażnicy Teksasu (ang. Texas Rangers), komedii Dwa w jednym (ang. Blow Dry), filmie sensacyjnym z Sylvestrem Stallone Dorwać Cartera (ang. Get Carter) oraz dramacie The Bumblebee Flies Anyway. 

## Życie prywatne
Rachael wyszła za mąż za aktora Daniela Gilliesa w 2004 roku. W czerwcu 2019 ogłosili, że są w separacji. Mają dwoje dzieci: córkę Charlotte Easton Gillies (ur. 2013) i syna Teodora Vigo Sullivana Gillies (ur. 2015).
Cook jest wegetarianką. Mieszka głównie w Los Angeles, ale często jeździ w odwiedziny do rodziny w Minnesocie.

## Filmografia
- 2014: Czerwone niebo (Red Sky) jako Karen Brooks
- 2012 – 2015: Pułapki umysłu jako Kate Moretti
- 2012: Broken Kingdom jako Marilyn
- 2011: Wampir (Vampire) jako Laura King
- 2011: Złodziej marzeń jako Amanda Collier; film TV
- 2010: Nevermind Nirvana jako Elizabeth
- 2010: Drzewo genealogiczne (The Family Tree) jako Rachel
- 2010: Kerosene Cowboys jako Karen Brooks
- 2009: Lokator (The Lodger) jako Amanda
- 2009: Miłość z 5-tej Alei (Falling Up) jako Caitlin O’Shea
- 2008: Antique jako Samantha
- 2008: Bob Funk jako pani Thorne
- 2007: Descent jako Allison (niewymieniona w czołówce)
- 2007: Nancy Drew i tajemnice Hollywood (Nancy Drew) jako Jane Brighton
- 2007: Matters of Life and Death jako Emily Jennings
- 2007: The Final Season jako Polly Hudson
- 2007: Blond ambicja (Blonde Ambition) jako Haley
- 2007: W obronie ziemi jako Chrissie
- 2006: Mój pierwszy ślub jako Vanessa
- 2005: Na zachód (Into the West) jako Clara
- 2005: Head Cases jako Kate
- 2004: Fearless jako Gaia Moore
- 2004: Niełatwa miłość (Stateside) jako Dori Lawrence
- 2004: Taśmy zbrodni (American Crime) jako Jessie St. Claire
- 2003: The Big Empty jako Ruthie
- 2003: Bookies jako Hunter
- 2003: Kasjerzy czy kasiarze? (Scorched) jako Shmally
- 2003: 11:14 jako Cheri
- 2003: 8 dni (Tempo) jako Jenny Travile
- 2002: 29 palm (29 Palms) jako kelnerka
- 2001: Backstage Pass jako ona sama
- 2001: Uwikłani (Tangled) jako Jenny Kelley
- 2001: Strażnicy Teksasu (Texas Rangers) jako Caroline Dukes
- 2001: Dwa w jednym (Blow Dry) jako Christina
- 2001: Josie i Kociaki (Josie and the Pussycats) jako Josie McCoy
- 2001: Konspiracja.com (Antitrust) jako Lisa Calighan
- 2000, Sally jako Beth
- 2000: Batman: Powrót Jokera (Batman Beyond: Return of the Joker) jako Chelsea Cunningham (głos)
- 2000: Dorwać Cartera (Get Carter) jako Doreen
- 1999–2001: Batman przyszłości (Batman Beyond) jako Chelsea Cunningham (głos)
- 1999: Bumblebee Flies Anyway, The jako Cassie
- 1999: Cała ona (She’s All That) jako Laney Boggs
- 1999: The Hi-Line jako Vera Johnson
- 1998: Pełnia życia (Living Out Loud) jako nastoletnia Judith
- 1998: Córy amerykańskich Ravioli (Strike!) jako Abigail 'Abby'
- 1998: Nagi człowiek (The Naked Man) jako Delores
- 1998: Osiemnasty anioł (The Eighteenth Angel) jako Lucy Stanton
- 1997: Prawdziwe kobiety (True Women) jako Georgia Lawshe (w młodości)
- 1997: Obrońcy: zemsta (Defenders: Payback, The) jako Tracey Lane
- 1997: Upiorne święto (The House of Yes) jako Jackie-O (młoda)
- 1997: Rodzinie na ratunek (Country Justice) jako Emma Baker
- 1996: Bajzel na kółkach (Carpool) jako Kayla
- 1995: Tom i Huck (Tom and Huck) jako Becky Thatcher
- 1995: Koleżanki (Baby-Sitters Club, The) jako Mary Anne
- 1994: 26 Summer Street jako dziewczyna